# Гарднер (Канзас)
Гарднер (енгл. Gardner) град је у америчкој савезној држави Канзас.

## Демографија
По попису из 2010. године број становника је 19.123, што је 9.727 (103,5%) становника више него 2000. године.
| Група             | 2000.         | 2010.          |
| Белци             | 8.719 (92,8%) | 16.444 (86,0%) |
| Афроамериканци    | 114 (1,2%)    | 568 (3,0%)     |
| Азијати           | 99 (1,1%)     | 368 (1,9%)     |
| Хиспаноамериканци | 281 (3,0%)    | 1.184 (6,2%)   |
| Укупно            | 9.396         | 19.123         |